# 打吹玉川
35°25′55.52″N 133°49′30.11″E / 35.4320889°N 133.8250306°E

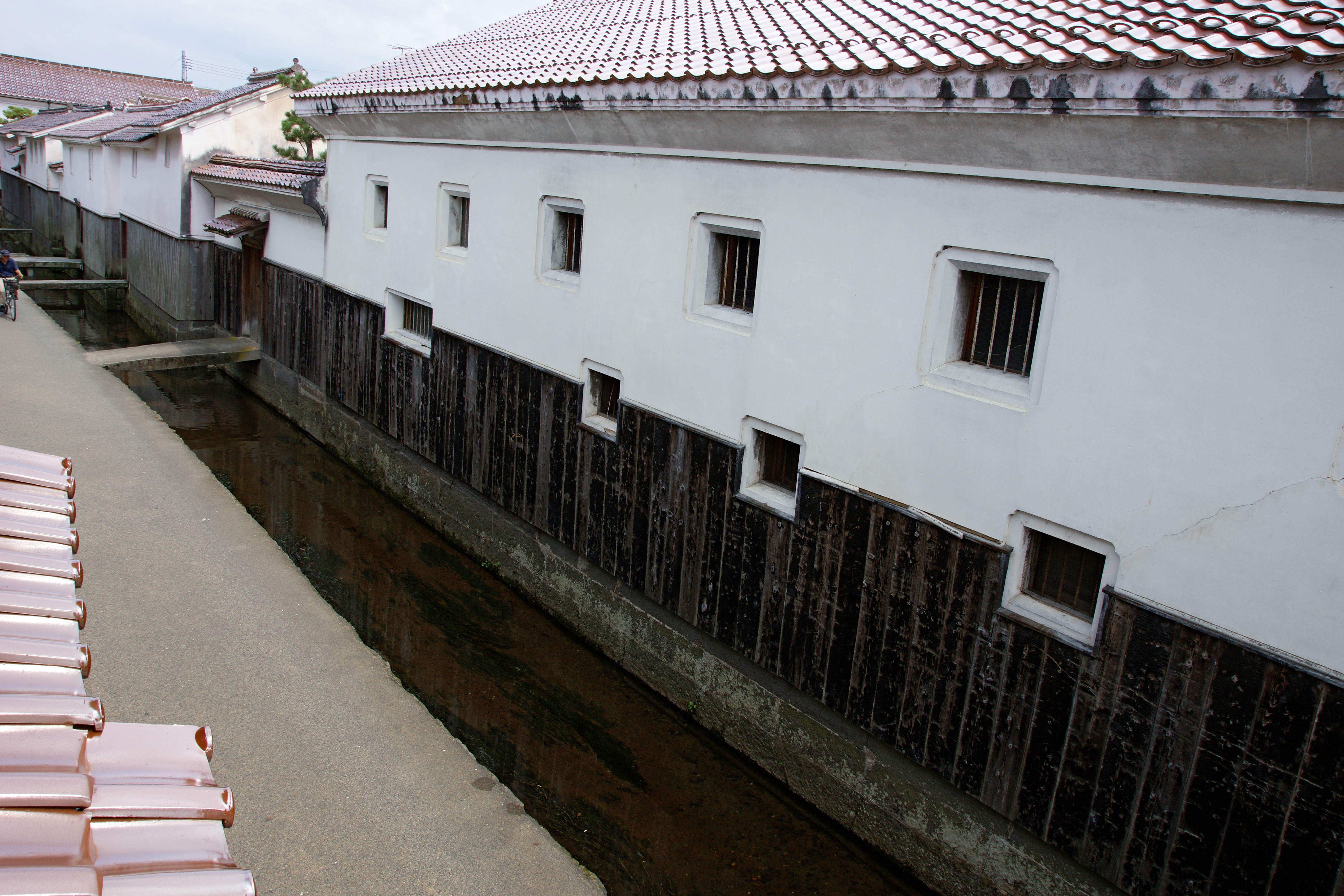
玉川沿岸的土藏群

打吹玉川（日语：／ Utsubuki-tamagawa */?）是位於日本鳥取縣倉吉市的傳統建築物群保存地區，又通稱為白壁土藏群，現以商家町的類別，被日本以「倉吉市打吹玉川傳統的建造物群保存地區」之名列為國家重要傳統的建造物群保存地區。
「打吹玉川」指的是從「打吹山」山麓流過的「玉川」沿岸地區，過去在14世紀伯耆國守護山名氏曾在打吹山上建有打吹城，因此此地區在當時即為打吹城的城下町，因而開始發展。
1615年江戶幕府發布一國一城令後，打吹城即遭廢城；1632年後，此地區成為鳥取藩藩主池田家家老荒尾氏的領地，並在打吹山山麓處設有倉吉陣屋。
現今的傳統建築物群保存地區位於陣屋遺址的北側，從江戶時代初期已是商業中心，一直發展至大正時代。現在約有100棟在江戶時代末期至昭和初期所興建的傳統建築。
1998年此地區共4.7公頃的範圍被列為重要傳統建築物群保存地區，2010年又將西側西仲町、西町地區的4.5公頃區域納入。

## 主要建築
- 赤瓦一號館：建於大正時的醤油釀造廠，現做為特産店。
- 赤瓦二號館
- 赤瓦三號館
- 赤瓦五號館
- 赤瓦六號館：桑田家住宅及醤油醸造施設（縣指定保護文化財）、桑田氏庭園（縣指定名勝）
- 赤瓦七號館：元帥酒造本店
- 赤瓦八號館：倉吉鄉土物産館
- 赤瓦十號館：觀光案内所
- 赤瓦十一號館：
- 高田酒造：高田家住宅及醤油醸造施設（縣指定保護文化財，主屋建於江戶時代的1843年）、高田氏庭園（縣指定名勝）
- 大蓮寺（日语：大蓮寺 (倉吉市)）：
- 大岳院（日语：大岳院）：里見忠義（日语：里見忠義）和八賢士的墓地
- 倉吉大店會（日语：倉吉大店会）：1908年建的西式建築，當時做為第三國立銀行（日语：第三国立銀行）倉吉支店，現被列為國家有形文化財
- 町屋清水庵：大正時代初期建的町屋餐廳

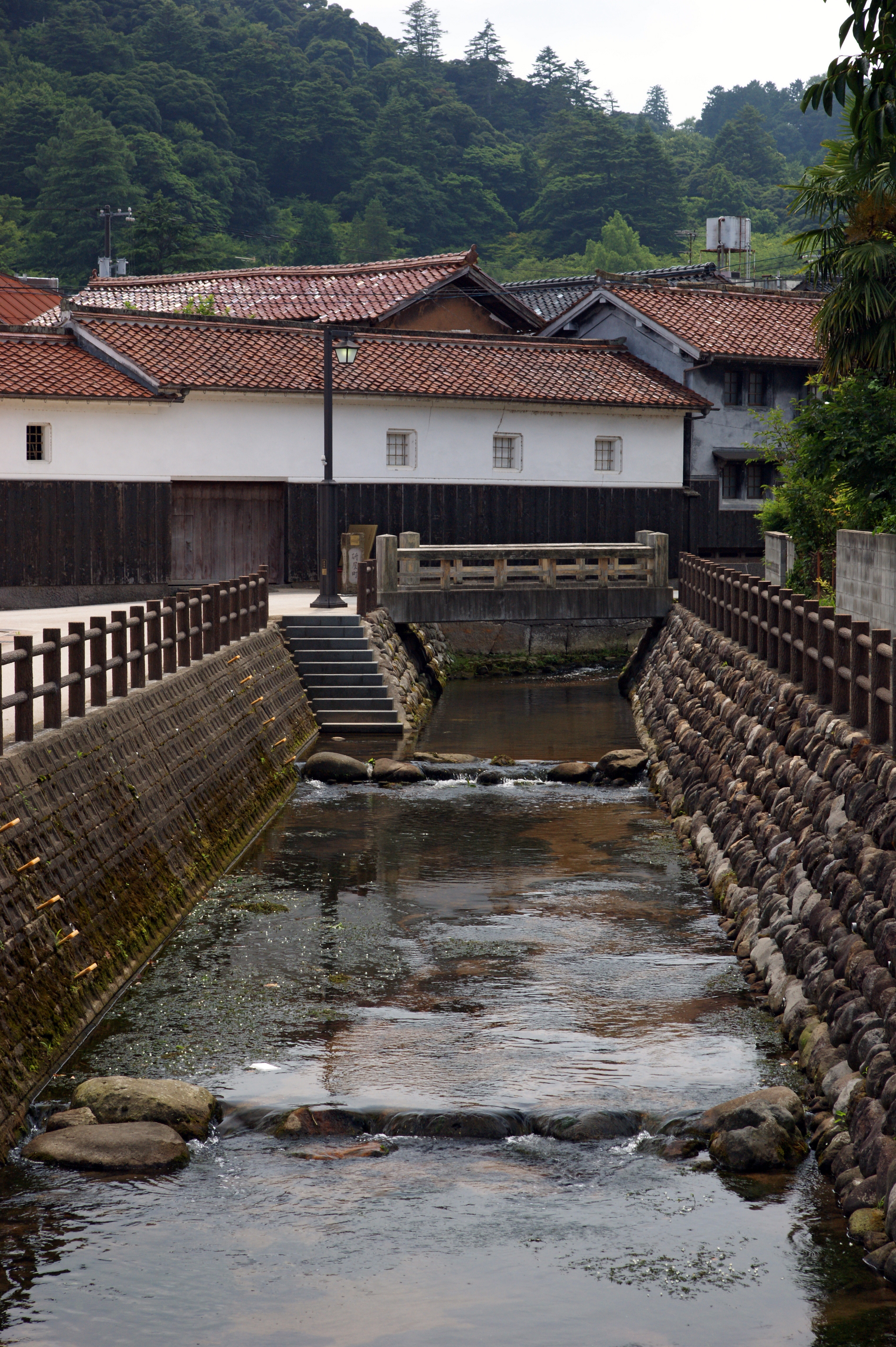
位於研屋町地區玉川和沿岸建築
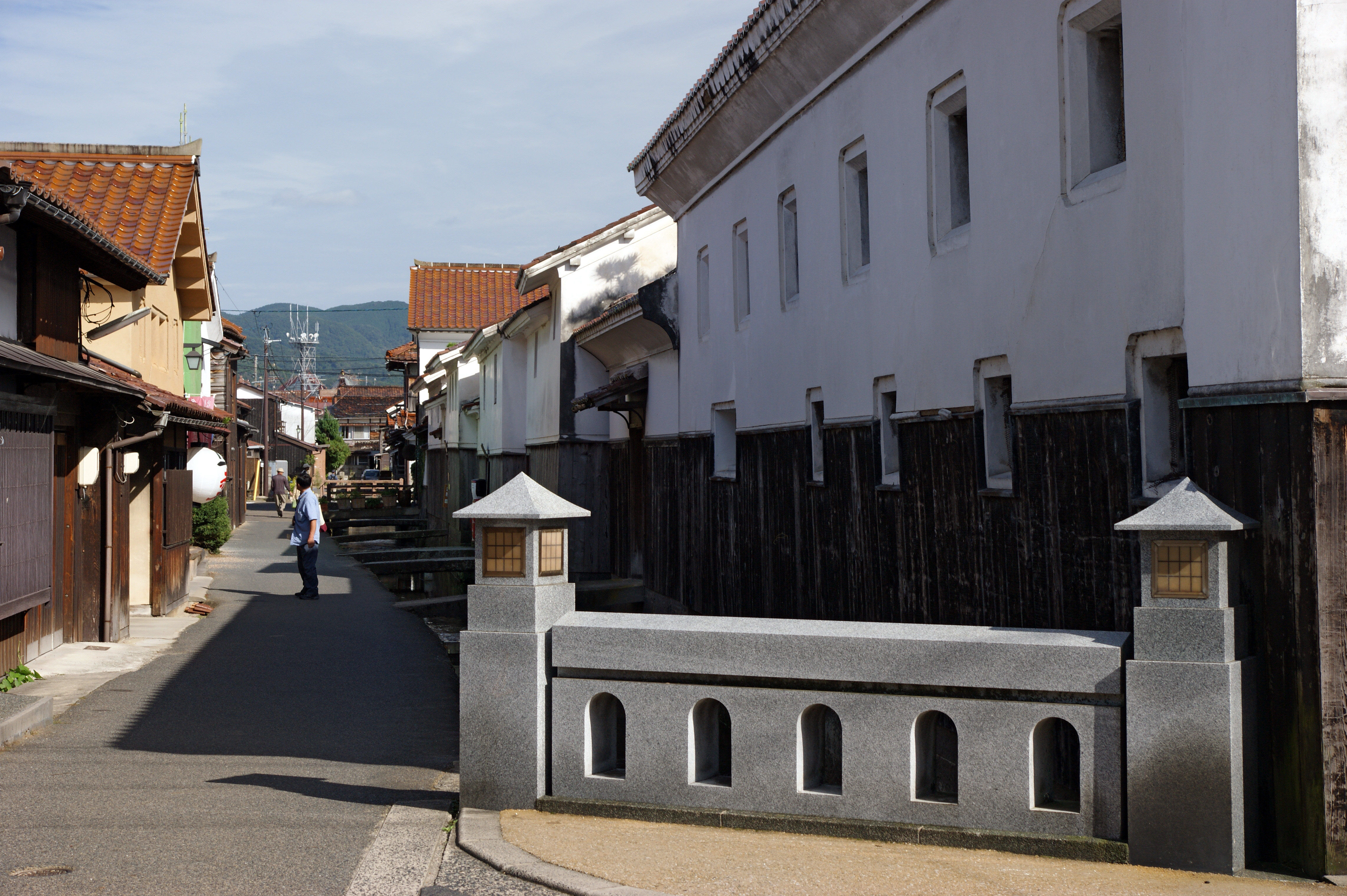
赤瓦二號館（右）
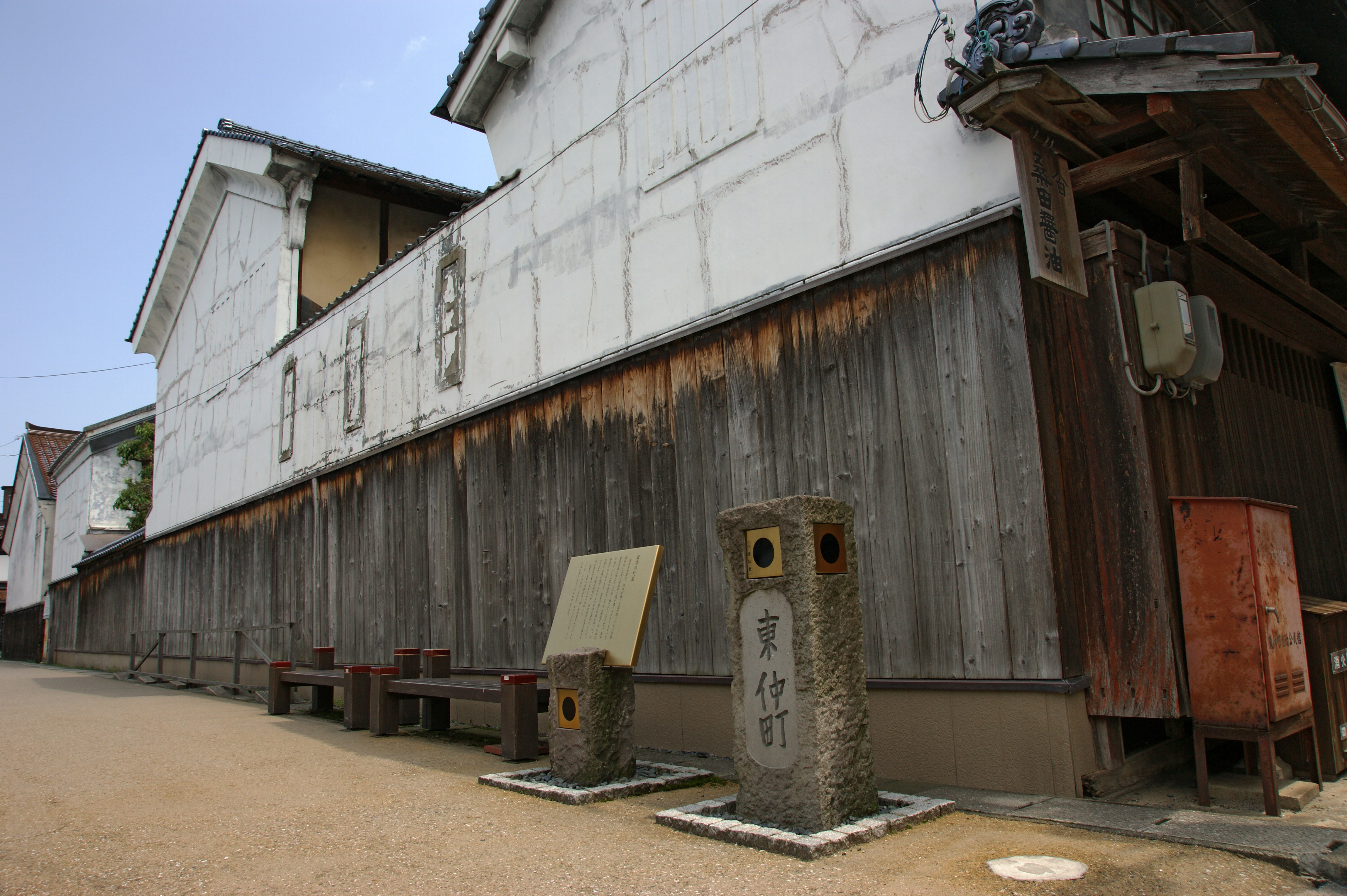
東仲町
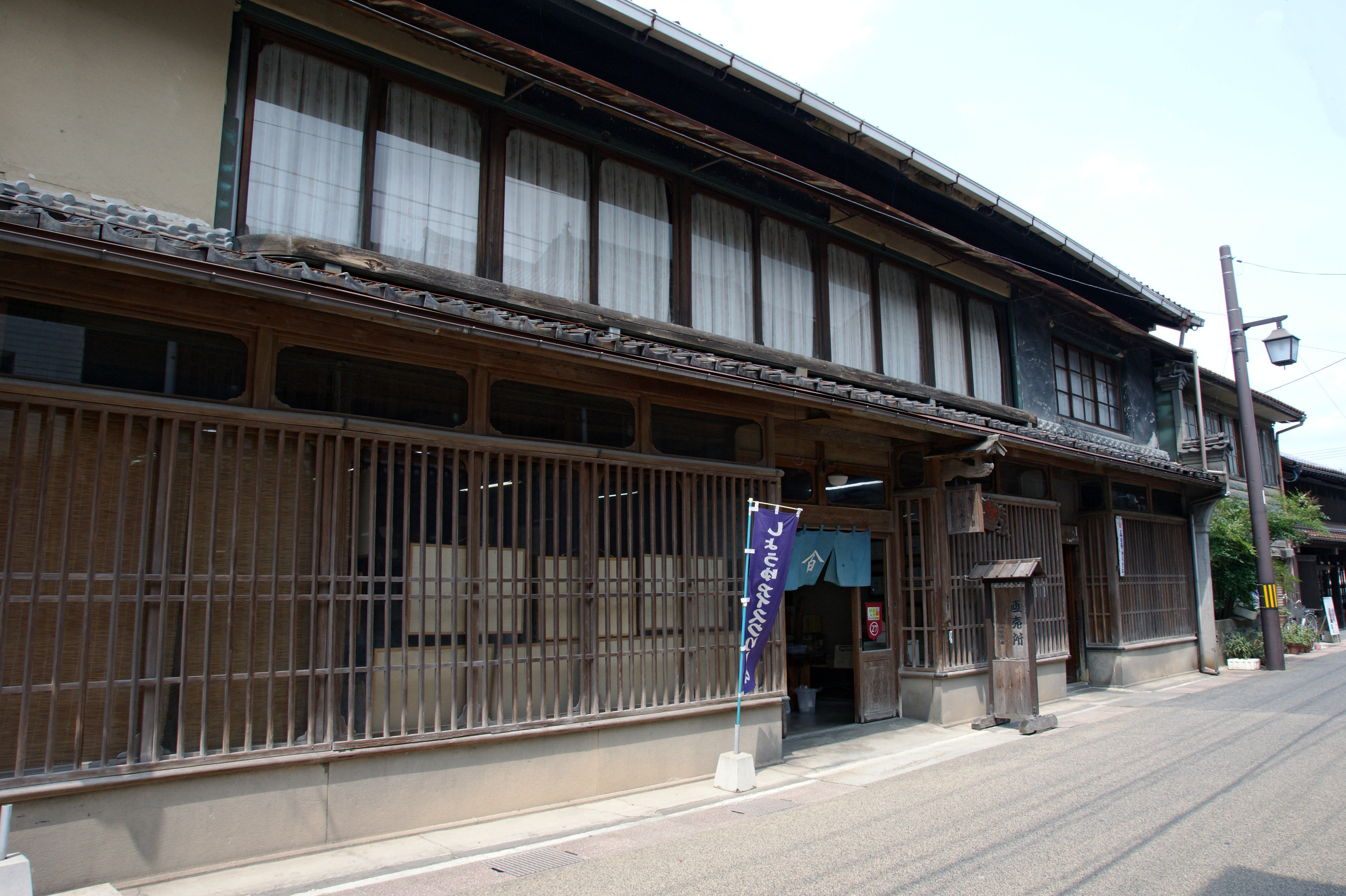
赤瓦六號館 桑田醤油醸造場
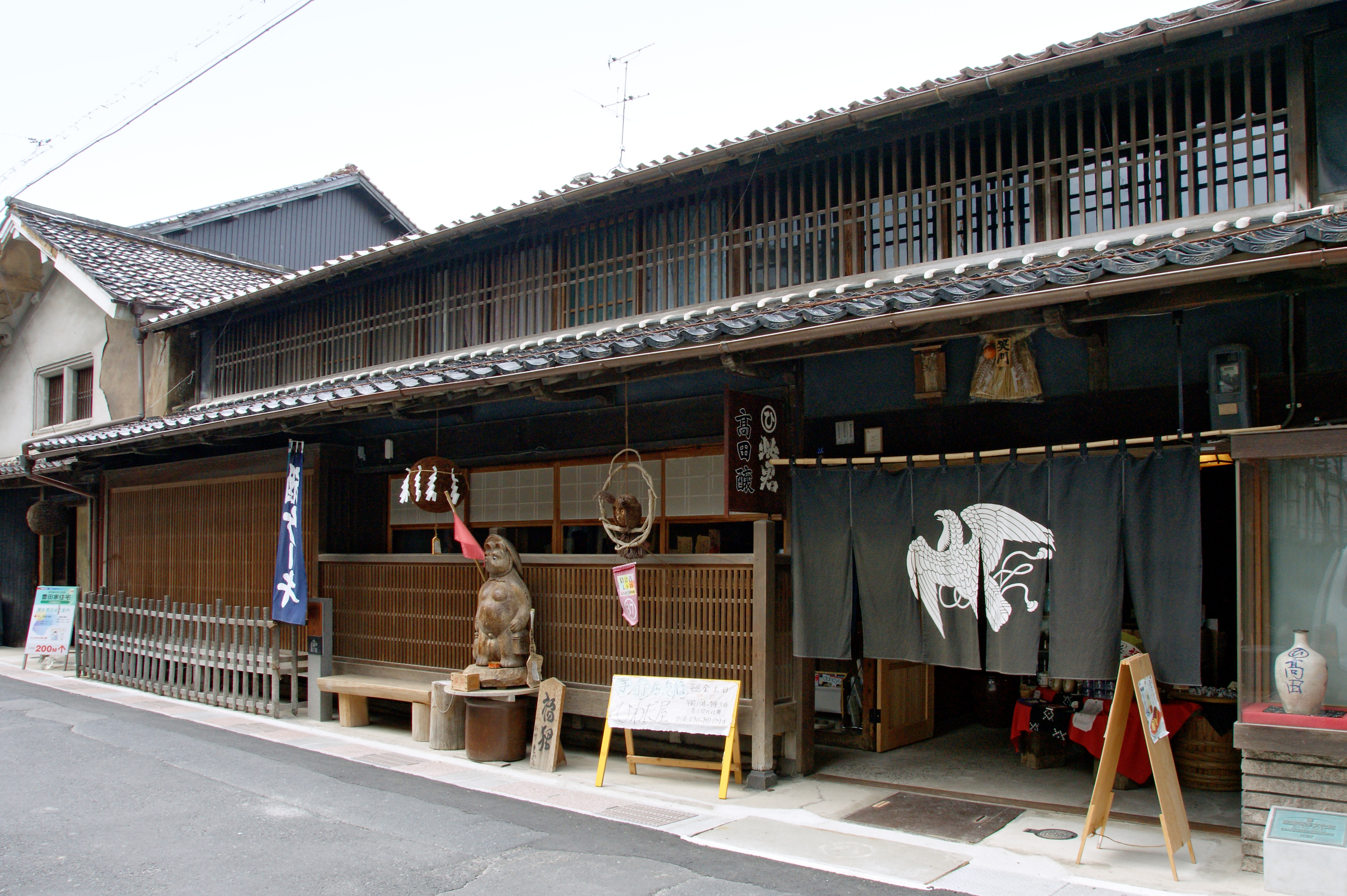
高田酒造
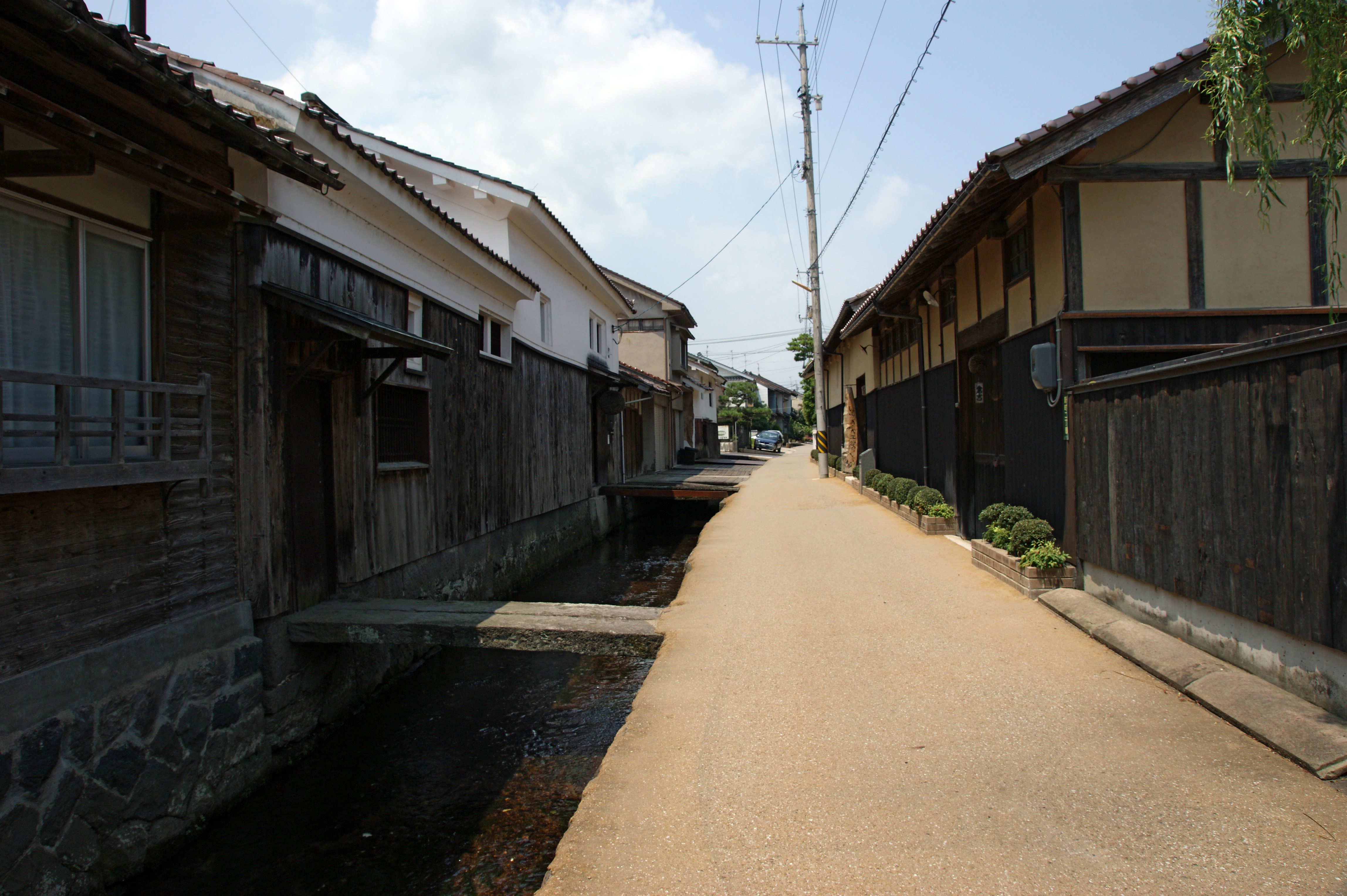
高田酒造（左）、藝術工房夢扉（右）

## 外部連結
- （日語） 倉吉白壁土藏群的城鎮漫步 （页面存档备份，存于） - 倉吉觀光情報